# 石邑公主

石邑公主（?—?），汉朝公主，名不详。根据唐玄宗时代司马贞《史记索隐》，诸邑公主是西汉汉武帝与皇后卫子夫的女儿。卫子夫三女分别是诸邑公主、石邑公主及卫长公主。由于颜师古的《汉书注》称诸邑和阳石公主都是卫子夫的女儿。关于石邑公主是不是在巫蛊之祸开始的时候，就和诸邑公主一起被杀的阳石公主。因为史料很少，所以不能确定。